# Cintányér
A cintányér vagy réztányér idiofon ütőhangszer. Vékony, fémötvözetből készült, kerek, középen lyukas tányér, amelyet párosával egymáshoz ütnek, vagy dobverővel szólaltatnak meg. A legtöbb cintányérnak nincs meghatározott hangmagassága. Használatosak szimfonikus zenekarokban, ütőegyüttesekben, dzsessz- és popzenekarokban. A dobfelszerelés általában tartalmaz egy vagy több állványos cintányért és egy – két összefordított cintányérból álló – lábcint.

## Felépítése
A cintányér hangját anyaga, méretei, felépítése határozza meg. Legtöbbször sárgarézből vagy más rézötvözetből készül. A tányért a közepébe fúrt vagy ütött lyuk segítségével függesztik fel cintányérállványra, vagy ezen fűzik át a bőrszíjat, ha összeütős cintányérként használják őket. A tányér közepén kiemelkedő „kúp” vagy „harang” megütésekor magasabb, élesebb hangot hallhatunk. A kúpot folytató rész a cintányér tulajdonképpeni „teste”, amely a játszó és a beütő zónákból áll. A játszó zóna a kúphoz közeli, vastagabb rész, a beütő zóna a cintányér elvékonyodó pereme. A legvékonyabb, sebesen rezgő rész a perem.
A cintányérokat átmérőjük és súlyuk szerint osztályozzák. A hüvelykben megadott méret szerint lehetnek pl. 12-es, 14-es, 16-os stb. cintányérok. A leggyakoribb méretek 10 és 22 hüvelyk (kb. 25 és 60 cm) közöttiek. A tányér mérete befolyásolja a hangját is, a nagyobb tányérok általában hangosabbak és hosszabb a lecsengésük. A súlyadat azt adja meg, hogy milyen vastag a cintányér. A vastagság 1 mm alattitól 2 mm-ig terjed. A nehezebb, vastagabb tányérok hangosabbak, hangjuk élesebb, intenzívebb, jobban reagálnak az ütésre, ha dobverővel játszanak rajtuk. A könnyebb, vékonyabb tányéroknak teltebb a hangjuk és gyorsabb a reagálásuk a dobos mozdulataira.
A cintányér profilja a függőleges távolság a kúp pereme és a cintányér széle között. A magasabb profilú (görbébb) tányérok sokkal inkább tál alakúak. A profil a hangmagasságban lényeges; a magasabb profil magasabb hangot eredményez, a laposabb tányérok mélyebb hangúak.

## Típusai

### A nagyzenekari „összeütős” cintányér

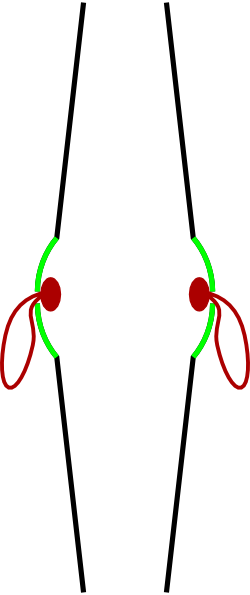
Összeütős cintányérok. A piros a szíj, a zöld a kúp

A nagyzenekari cintányért elsősorban hangsúlyozásra használják, az őrület, a harag vagy akár a szenvedély kifejezésére. A cintányért üthetik dobverővel, puha verővel, vagy használhatják összeütős cintányérként. Az összeütős cintányért párban használják. Mindkét cintányérhoz egy bőrszíj csatlakozik, melyeknél fogva az ütős összeütheti a tányérokat. Ezért nevezik ezt a fajtát „összeütős” cintányérnak. Ennek ellenére többféle játékmód is ismeretes; a cintányérok összedörzsölésével, hirtelen összeütésével, egymáson való végighúzásával, a hang tompításával rengeteg hanghatás elérhető. A katonazenekarok szintén használják az összeütős cintányért, a cintányéros általában a nagydobbal azonos szólamot játszik. Így a nagyon magas és a nagyon mély hang együttese hatásosan adja meg a zene ritmusát vagy jelöli ki a hangsúlyokat (mondjuk klasszikus darabokban, operákban).
Az összeütős cintányérból alakult ki a modern lábcin, amely ugyanúgy két összefordított tányért tartalmaz egy pedállal mozgatott állványon, így a modern dobos a nagydobon és a lábcinen a lábával játszik. A lábcin tányérjai azonban általában kisebbek, vastagabbak, és elsősorban nem hangsúlyozásra, hanem kíséretre használják őket.

### Az állványos cintányér

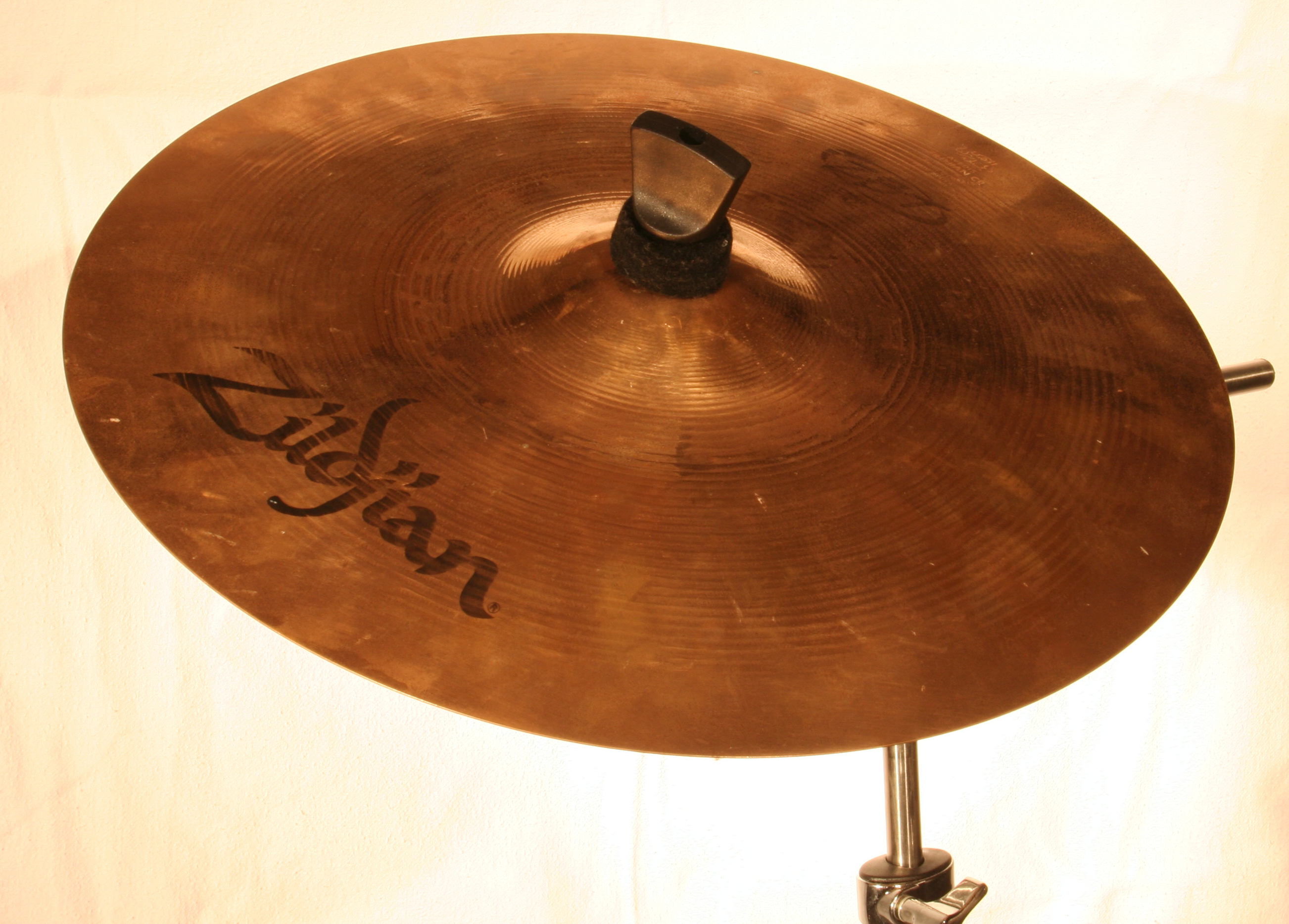
14-es Zildjian beütőcin

A cintányér másik fontos alkalmazási területe az állványon való felfüggesztés. Ez történhet valódi „lógatással”, azaz zsinóron vagy szíjon való felfüggesztéssel, hogy a cintányér szabadon rezeghessen – ez a felfüggesztés gyakori szimfonikus zenekaroknál és az 1900-as évek klasszikus jazz-zenekaraiban – illetve állványon való rögzítéssel. A cintányérállvány egy fémkoronggal és az azon található puha anyaggal rögzíti a cintányért egy műanyaggal borított fémrúdon, melynek végét általában puha anyag és egy csavar zárja le, viszonylag szabad mozgást biztosítva, de lehetővé téve a vízszintestől eltérő irányú felfüggesztést is.
Az állványos cintányéron rendes dobverővel vagy puha ütővel is lehet játszani. Erős ütésnél fényes, jól elkülönülő, halk játéknál hátborzongató, ijesztő hangja van. A cintányér hangja folyamatos ütésekkel (tremolo) az alig hallhatótól az egészen hangosig fokozható.
A modern zenekarok kétféle tányért használnak: dobos szóhasználattal „játszó” és „beütő” cintányérokat. A játszó cinek a kíséretben a lábcinnel együtt használatosak, a dobos ütheti őket a kúpon vagy a perem közelében is, míg a beütő cineket hangsúlyozásra használják. A beütők általában 12-16 hüvelykesek, a játszó cinek lehetnek 16-18 hüvelykesek is. Léteznek „crash-ride” cintányérok is, ezeket mindkét funkcióban lehet használni.
Léteznek speciális, „effekt”-cintányérok is, ilyen a suhogó hangú, visszahajlított peremű „kínai” cintányér vagy a kifúrt és szegecsekkel megtűzdelt „szegecselt” cintányér, amelynek igen hosszú, száraz hangú, zizegő lecsengése van. A kis átmérőjű (8-10 hüvelykes) „splash”-cintányérok magas hangjukkal általában a lágyabb zenék színezőelemei. A megrepedt szélű cintányér fúrással, reszeléssel javítható. Az eldeformált, elgörbült tányérokat gumikalapáccsal lehet alakítani.

## Gyártása
Gyártásuk történhet kézzel vagy géppel, számos cintányérgyártási eljárás ismert. Az eredeti manufakturális gyártási folyamat a forró fémpogácsából kézi kalapálással állítja elő a cintányért, hideg- és melegkalapálással, majd esztergálással, általában meghagyva a cintányér eredeti, nyers, fémes felületét. Újabb eljárás a forgóöntés, melynek során a forró fém a centrifugális erőnek köszönhetően tölti ki az öntőformát, illetve a fémlemezből való cintányérkészítés, amely préseléssel állítja elő a megfelelő formát. A gyártás folyamán a kézi és a gépi kalapálás, az esztergálás módjai (alsó és felső felület esztergálása, a kés vastagsága) és a végső polírozás (vagy adott esetben más felületkezelés) módja különbözteti meg a cintányérokat.

## Története

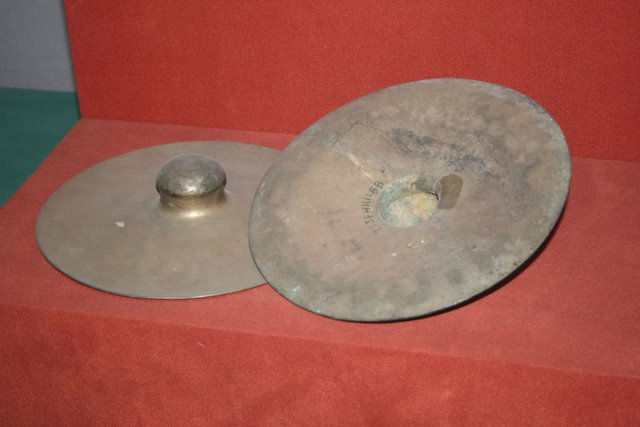
Kínai bronz cintányérok a Csin-dinasztia idejéből (1115–1234)

A cintányér elődei egyrészt ázsiai kultikus hangszerek, másrészt az antik kümbala lehettek. Középkori ábrázolásokon két – a mainál kisebb méretű – típusát lehet megkülönböztetni, az egyik párosával villás nyélre erősített, bizonyára rázással megszólaltatott változat, a másik a ma ismert módon kézbe fogott, párosával összeütött hangszer.
A cintányér középkorban ismert változatai később feledésbe merültek, majd a török háborúk kapcsán terelődött a hangszerre újra a figyelem. A 18. század során Európában egyre jobban ismertté vált a török katonazene, amelynek jellemző hangszerei a kettős nádnyelves zurna, a nagy hengeres dobok és a párosával összeütött cintányérok. Ezt a janicsárzenét vették át európai zenekarok először Lengyelországban, később I. Frigyes Ágost szász választófejedelem („Erős Ágost”) udvarában, majd 1741 után Ausztriában is. A zurna szerepét magas fuvola vette át, de a nagydob és a cintányér maradt, és a triangulummal együtt egyre több szerepet kapott szimfonikus zenekarokban, operazenekarokban. A napóleoni háborúk után a cintányér – a nagydobbal – a fúvószenekarokba, fanfár-együttesekbe is bekerült.
A cintányér az európai műzenében kezdetben operákban tűnt fel, elsőként Gluck alkalmazta a La rencontre imprévue (1764) című művében, de később a koncerttermekben is, Mozart, Haydn és Beethoven zenéjében is szerephez jutott. A két cintányér összeütése helyett Wagner kezdett egyetlen felfüggesztett cintányért használni, amelyet különböző keménységű verőkkel ütöttek meg, különböző hangszíneket produkálva. Az antik cintányérszerű hangszerek kései utódja, az antik tányér vagy crotales a szimfonikus zenekarban először Debussynél jelent meg az Egy faun délutánja (1895) című műben.

## Külső hivatkozások
- Cintányér.lap.hu